# カルロス・サンチェス・ガルシア
カルロス・サンチェス・ガルシア（Carlos Sánchez García, 1978年1月19日 - ）は、スペイン・マドリード出身の元サッカー選手。ポジションはゴールキーパー。

## 経歴
レアル・マドリードの下部組織出身であり、レアル・マドリードCとレアル・マドリードBでは絶対的なレギュラーだった。2001年12月23日のRCDマヨルカ戦 (1-1) でトップチームデビューしたが、トップチームではイケル・カシージャス、セサル・サンチェスの存在が大きく、マヨルカ戦の1試合のみの出場に留まった。2004-05シーズンにはセグンダ・ディビシオン（2部）のポリ・エヒド、2005-06シーズンには同じくセグンダ・ディビシオンのUDアルメリアにレンタル移籍したが、出場機会はめったになかった。
2006年夏にレアル・マドリードとの契約が満了し、移籍金なしでセグンダ・ディビシオンのCDカステリョンに加入した。2シーズン目の2007-08シーズンには33試合に出場して失点を27点に抑え、リーグ戦5位に押し上げるとともに、自身はセグンダ・ディビシオンのサモラ賞（最少失点率ゴールキーパー）を受賞した。2009-10シーズン終了後にCDカステリョンのセグンダ・ディビシオンB（3部）降格が決定し、2010年夏、テルセーラ・ディビシオン（4部）のアマチュアクラブ、CDプエルタ・ボニータと契約を交わした。